# درموت والش
درموت والش (انگلیسی: Dermot Walsh; ۱۰ سپتامبر ۱۹۲۴ – ۲۶ ژوئن ۲۰۰۲) بازیگر اهل جمهوری ایرلند بود.
از فیلم‌ها یا برنامه‌های تلویزیونی که وی در آن نقش داشته‌است می‌توان به نقطه فروپاشی، قلب رازگو و کشتی ارواح اشاره کرد.